# Jesse Pinto
Jesse Pinto (Sydney, 1 de maio de 1990) é um futebolista australiano-timorense. Atualmente, atua como atacante da Seleção Timorense de Futebol.